# I cigni selvatici (film)
I cigni selvatici (in russo Дикие лебеди?, Dikiye lebedi) è un film d'animazione del 1962 diretto da Michail Cechanovskie e Vera Cechanovskie.
Produzione sovietica, adattamento dell'omonima fiaba di Hans Christian Andersen.

## Trama
Un re vedovo vive serenamente con i suoi dodici figli, undici maschi e una bambina di nome Elisa. Un giorno il re decide di risposarsi, prendendo in sposa una principessa giovane e bella di nome Ildegharda, che dimostra però fin da subito di non amare i suoi figliastri. Poco dopo il matrimonio infatti, la nuova regina si rivela essere in realtà una strega. La matrigna trasforma quindi gli undici principi in cigni, e con un incantesimo rende Elisa irriconoscibile agli occhi del padre, che la scaccia dalla reggia. Dopo aver vagato a lungo per i boschi, Elisa trova ospitalità da una gentile vecchina, che abita in una casetta in riva al mare.
Passano gli anni, ed un giorno Elisa incontra gli undici cigni, in cerca della loro sorellina. Questi però non la riconoscono, la fanciulla è infatti ancora sotto l’incantesimo della malvagia regina Ildegharda. Elisa si getta allora in una fonte miracolosa, che la libera dal maleficio. Una volta riconosciuta dai fratelli, questi le raccontano del sortilegio che li condanna ad essere cigni durante il giorno e umani di notte.
Dopo aver intrecciato per tutta la notte una rete di giunchi, al sorgere del sole i fratelli trasportano Elisa al di là del mare, nel paese in cui trascorrono la maggior parte dell'anno. Durante la notte, i dodici fratelli sostano su di uno scoglio in mezzo al mare. Qui Elisa incontra un vecchio corvo (in realtà la buona vecchina, questa altri non era infatti che la Fata Morgana). Il corvo le spiega, che per spezzare l'incantesimo dovrà tessere a mani nude con delle ortiche undici maglie, che gli undici principi dovranno indossare. Una volta cominciato il suo lavoro dovrà però mantenere il più totale silenzio finché l'ultima maglia non sarà terminata, pena la morte istantanea dei suoi fratelli. Il mattino seguente Elisa e i fratelli riescono finalmente ad arrivare sani e salvi dall'altra parte del mare.
La fanciulla si stabilisce in una caverna, dove si mette subito all'opera con le ortiche, restando in silenzio malgrado l'insopportabile dolore. Un giorno durante l'assenza dei fratelli, un giovane re che stava cacciando, capita per caso dinanzi alla grotta.  Questi folgorato dalla bellezza della fanciulla, decide di portarla con sé a palazzo per offrirle protezione. Tuttavia, un arcivescovo al servizio del giovane re, avido di potere, prende immediatamente in antipatia la giovane, ed insinua nel re innamorato il dubbio che quella strana ragazza muta sia in realtà una strega. Quando Elisa viene scoperta di notte a cogliere ortiche nel cimitero, la fiducia del giovane re inizia a vacillare, ma decide comunque di non dare retta alle maldicenze del funzionario. Mentre il re è fuori per una battuta di caccia, l'arcivescovo fa arrestare Elisa e la condanna al rogo con l'accusa di stregoneria.
La coraggiosa e determinata principessa continua a lavorare senza sosta anche mentre si accinge a salire sul rogo, quando giungono da lei in volo i suoi fratelli che nel mentre erano riusciti a rintracciarla. Elisa spezza l'incantesimo gettando le maglie di ortica addosso ai cigni, che ritornano ad essere per sempre umani. Il giovane re, arrivato in quel momento dopo essere stato avvertito dal vecchio corvo, chiede umilmente perdono ad Elisa, che finalmente accetta il suo amore.

## Produzione
Il ciritico cinematografico Pëtr Bagrov nella sua analisi di film sovietici ispirati alle opere di Andersen, distingue le basi letterarie della fiaba da quelle di altre storie dell'autore danese, specificando come non si tratti di una fiaba d'autore, ma più probabilmente di un'antica leggenda danese.
Di conseguenza, venne realizzato in uno stile pittorico che lo rende marcatamente diverso dai film d'animazione coevi. Esso è caratterizzato da personaggi e scenari in stile gotico, dalle forme allungate e geometriche; e da un'immagine "piatta", tipica dell'arte medievale primitiva. Bagrov fa anche notare l'utilizzo del montaggio alternato, tipico delle opere cinematografiche ma raro nei film d'animazione sovietici.
Inoltre, caratteristica inusuale per una pellicola sovietica dell'epoca, venne girato in widescreen.

## Distribuzione

### Data di uscita
Le date di uscita internazionali sono state:
- 1962 in Unione Sovietica
- 10 maggio 1963 in Danimarca (De vilde svaner)
- 4 giugno in Finlandia (Villijoutsenet)
- 18 luglio 1969 in Germania Est (Die wilden Schwäne)
- 1990 in Polonia (home-video) (Dzikie łabędzie)
- 1991 in Italia (prima TV)
- 21 giugno 1998 in Giappone (home-video) (野の白鳥, No no hakuchō)
- 12 febbraio 1999 in Spagna (prima TV) (Los cisnes reales)

Poco dopo la sua uscita originale venne proiettato nei cinema anche in Francia e in Cecoslovacchia.

### Edizione italiana
Il film venne trasmesso in Italia nel 1991 all'interno del programma Baba Malù e le cento fiabe russe, in onda su diverse reti locali del circuito Supersix. L'edizione italiana fu curata dalla C.E.M.
In seguito venne trasmesso su Rai 3 nel 1999 in formato 4:3 con un altro doppiaggio all'interno della serie TV americana Storie della mia infanzia, che includeva il film diviso in tre episodi. Tuttavia il film era presente nella serie con diversi tagli e rimontaggi, talvolta cambiando l'ordine cronologico di alcune scene, e una differente colonna sonora. Il doppiaggio fu eseguito dalla D4 e diretto da Rino Bolognesi su dialoghi di Luigi Brunamonti.

### Edizioni home video
L'ultima edizione italiana è stata distribuita in VHS dalla Avo Film Edizioni.